# Andreas Bohnenstengel
Andreas Bohnenstengel né en 1970 à Munich en Allemagne est un photographe allemand.

## Biographie
Bohnenstengel a débuté en 1991 en tant que photographe de presse pour le quotidien régional Münchner Merkur. Par la suite, il a travaillé pour des magazines comme Der Spiegel, Stern et autres Depuis 2004, il a enseigné la photographie par exemple à Schule für Gestaltung à Ratisbonne. Dans ses travaux conceptuels, il discute du phénomène de la société. Les œuvres de Bohnenstengel se déroulent dans la collection permanente du musée historique allemand à Berlin.

## Prix
- 1995 : Medienpreis für Sozialfotografie[6]
- 1996 : Kodak European Gold Award[7]
- 1997 : Die 100 besten Plakate des Jahres 1997. Poster: Glückskinder[8]
- 1999 : Prix des médias de la ville allemande, Kulturplakat des Monats[9]
- 2001 : Nikon Photo Contest International[10]

## Expositions

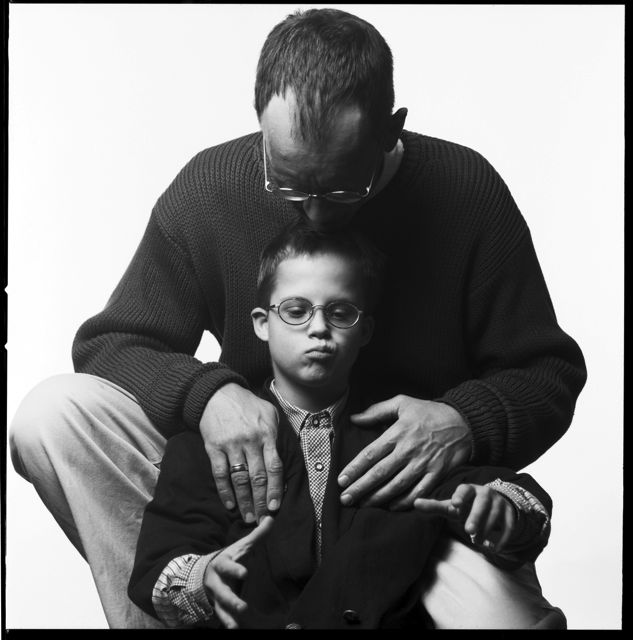
Andreas Bohnenstengel : Personnes atteintes du syndrome de Down - père et fils, 2000. Travailler à partir du livre et de l'exposition Ich bin anders als du denkst

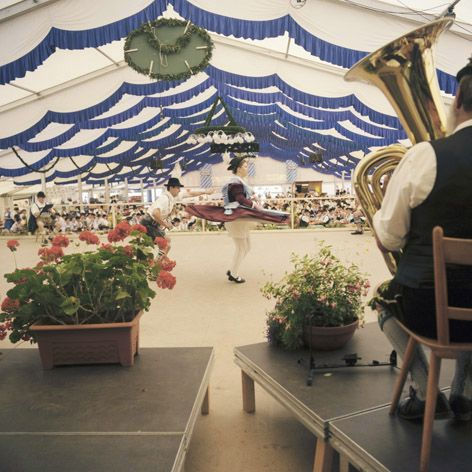
Gaudirndldrahn. Photographie de la série homeland Affiché dans l'exposition Pressefoto Bayern 2001, Maximilianeum Munich

- Juillet 2022: Très bien que vous existiez Contribution à la Biennale 80469 Glockenbach avec la devise: différent = normal[14]
- Mars 2001: Le temps d'avant Corona[15], marqueurs de mémoire dans l'espace public, s'est poursuivi avec la série: Expectation[16],[17],[18]
- Février 2019 Le Wasserburger Taubenmarkt, installation photographique au Musée de Wasserburg
- Novembre 2018 Facile comme un enfant - football des jeunes à Pentenried à la mairie Krailling[19]
- Juillet 2017: Der Pferdemarkt München - Photos d'un monde précédent. Exposition solo au Sendlinger Kulturschmiede, Munich[20]
- Juillet 2017 : Kunst im Viehhof - Concours d'affiches. Prix pour l'affiche „Feste feiern wie sie fallen“[21]
- Juin 2015 : Von Rössern, Reitern und Händlern: Der Roßmarkt damals. Installation de photos Viehhof, Munich[22]
- Mars 2015 : Kriegsenkel. Exposition individuelle à Spirituelles Zentrum St. Martin, Munich[23]
- Novembre 2014 : Kein Ort, nirgends?. Exposition solo au Tagungshaus Helmstedt at the conference of Kriegsenkel e.V.[24]
- Janvier 2008 : Treffpunkt Leben. Jung und Alt im Austausch. (Soutenir une classe d'étudiants en design du  sfg-Ravensburg  en tant que conférencier) Exposition et livre. Seniorenzentrum St. Vinzenz, Wangen im Allgäu[25]
- Août 2005 : 24 Stunden im Leben der katholischen Kirche, Exhibition at Journée mondiale de la jeunesse 2005 à Cologne[26]
- Juillet 2003: Menschen mit Down-Syndrom begegnen. Exposition individuelle au Bayerischen Sozialministerium, partie de l'année européenne des personnes handicapées
- Mai 2003: Habe Hunger und kein Bett. Participation à un projet artistique et social sur l'itinérance, Pasinger Fabrik, Munich[27]
- Octobre 2002 : Augenblicke. Exposition individuelle dans le Galerie der Gegenfüßler der IG Medien in ver.di Bayern, Munich[28]
- Octobre 2002 : Menschen mit Down-Syndrom begegnen. Exposition solo au Zentrum für natürliche Geburt, Munich. Début de l'exposition Touring[29]
- June 2002: Installation de photos Augenblicke, Ratisbonne et d'autres lieux[30]
- December 2001: Brauchtumspflege in Bayern: Gaupreisplatteln. Participation et récompense d'exposition Pressefoto Bayern 2001, Maximilianeum Munich[31]
- October 2001: Exhibition participation at the 4. Schömberger Fotoherbst - Festival für klassische Reise - und Reportagefotografie, Schömberg (Schwarzwald)[32]
- Octobre 2001: ALTerLEBEN. Exposition individuelle sur les personnes âgées handicapées, pour le 30e anniversaire de Vereinigung für Jugendhilfe Berlin e.V.[33]
- February 2001: Werkschau. Slide projection at Kunstpark Ost, Munich[34]
- Juin 2000 : Es ist normal Verschieden zu sein. Exposition touristique 40 ans de Lebenshilfe, Munich et d'autres lieux
- Décembre 1999 : Der fremde Blick. Exposition individuelle sur les rencontres transculturelles, centre culturel Unna[35]
- Octobre 1999 : Ich bin anders als du denkst. exposition sur les jeunes atteints du syndrome de Down, Pasinger Fabrik, Munich. Exposition touristique avec 30 emplacements[36]
- Octobre 1998 : Exhibition participation at the 1. Schömberger Fotoherbst - Festival für klassische Reise - und Reportagefotografie, Schömberg (Schwarzwald)[37]
- Novembre 1997: Glückskinder. Exposition Seidlvilla, Munich[38]
- Septembre 1997 : Alt und Jung. "Ancien et jeune" - Participation aux expositions et premier prix, Aspekte Galerie Gasteig, Munich[39]
- Décembre 1993: Willkommen im Würmtal. Exposition sur les demandeurs d'asile, Gräfelfing[40]
- Septembre 1993 : Flüchtingscontainer.  Exposition au festival de culture "Fremde Heimat München?" avec une série sur la vie dans un refuge, Munich[41]
- August 1993: Eine Bühne für das Alter. Exposition individuelle sur les personnes âgées, maison de retraite Maria Eich Krailling[42]
- July 1993: Gewalt: In der Welt habt ihr Angst. Exposition individuelle sur les demandeurs d'asile à l'assemblée de l'église évangélique allemande, Munich[43]